# Robin Clark
Robin Clark (6 de Abril de 1982 em Oldemburgo; como Tobias Hartmann)  é um hardstyle-DJ e produtor/editor discográfico alemão. Ele tem contracto com a Sam Punks label Steel Records e também é conhecido pelos nomes Coakz, Bazzface e RC Project.

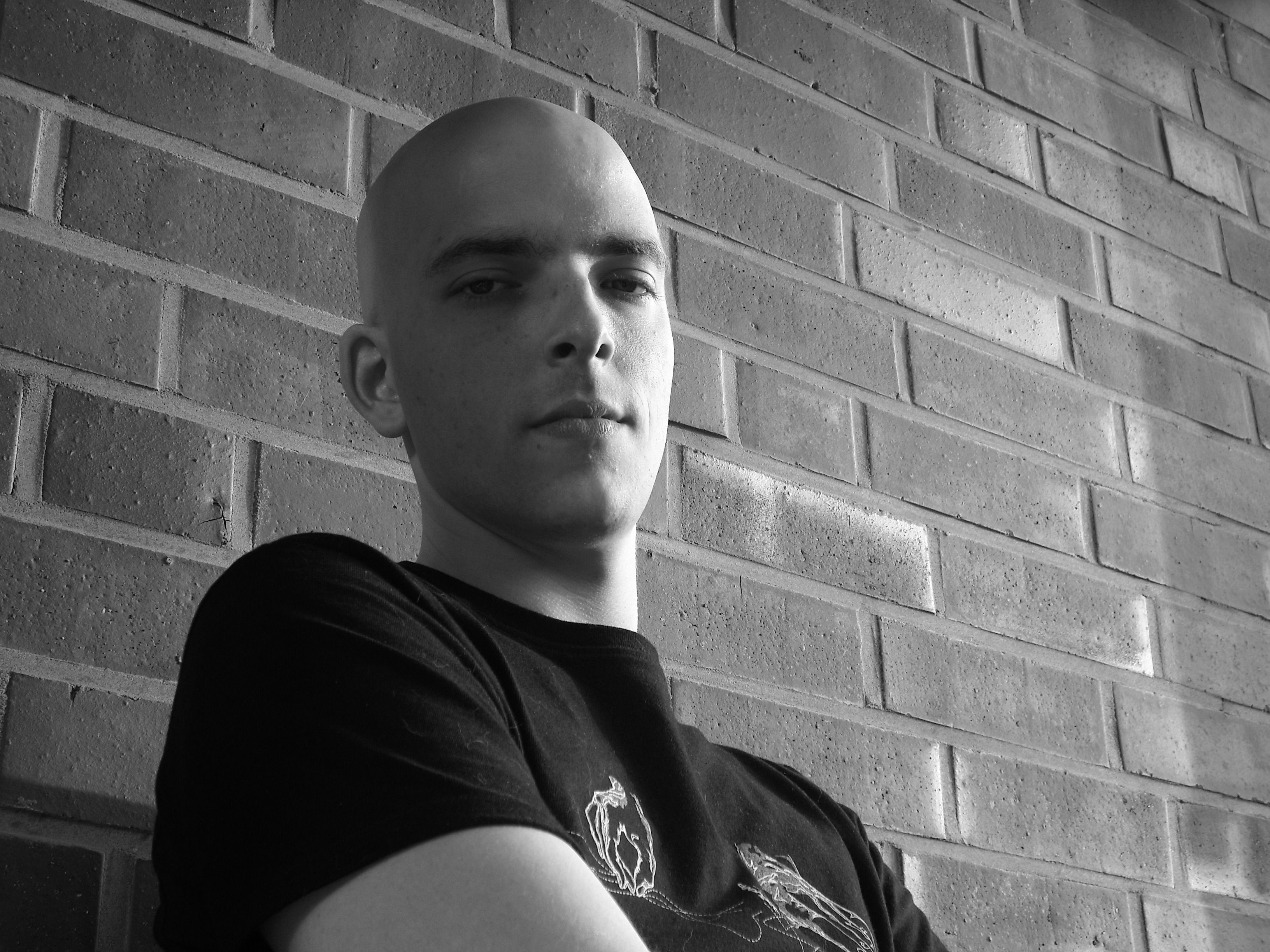
Robin Clark 2009

## Carreira
Hartmann começou a tocar teclado e bateria na sua infância. Ele comprou os seu primeiro gira-discos em 2001 e teve as suas primeiras actuações importantes em 2002. Desde 2004 que faz parte activa da rádio Techno4ever.net com o seu programa chamado Hardbeats. Ele actua todas as quintas das 20:00 às 22:00 (UTC+1). Além disso ele é o líder do projecto na Techno4ever desde 2006. Ele começou a produzir as suas primeiras músicas em 2004. O seu primeiro single apareceu em 2005 sob o nome Bazzface. Em 2006 o seu primeiro single como Robin Clark. 2007 ele publicou juntamente com Sam Punk a 'sampler' Hardbeatz Vol. 9 com algumas partes de outros dos pseudónimos de Hartmann.

## Discografia

### Singles
- 2005 Bazzface - Move It

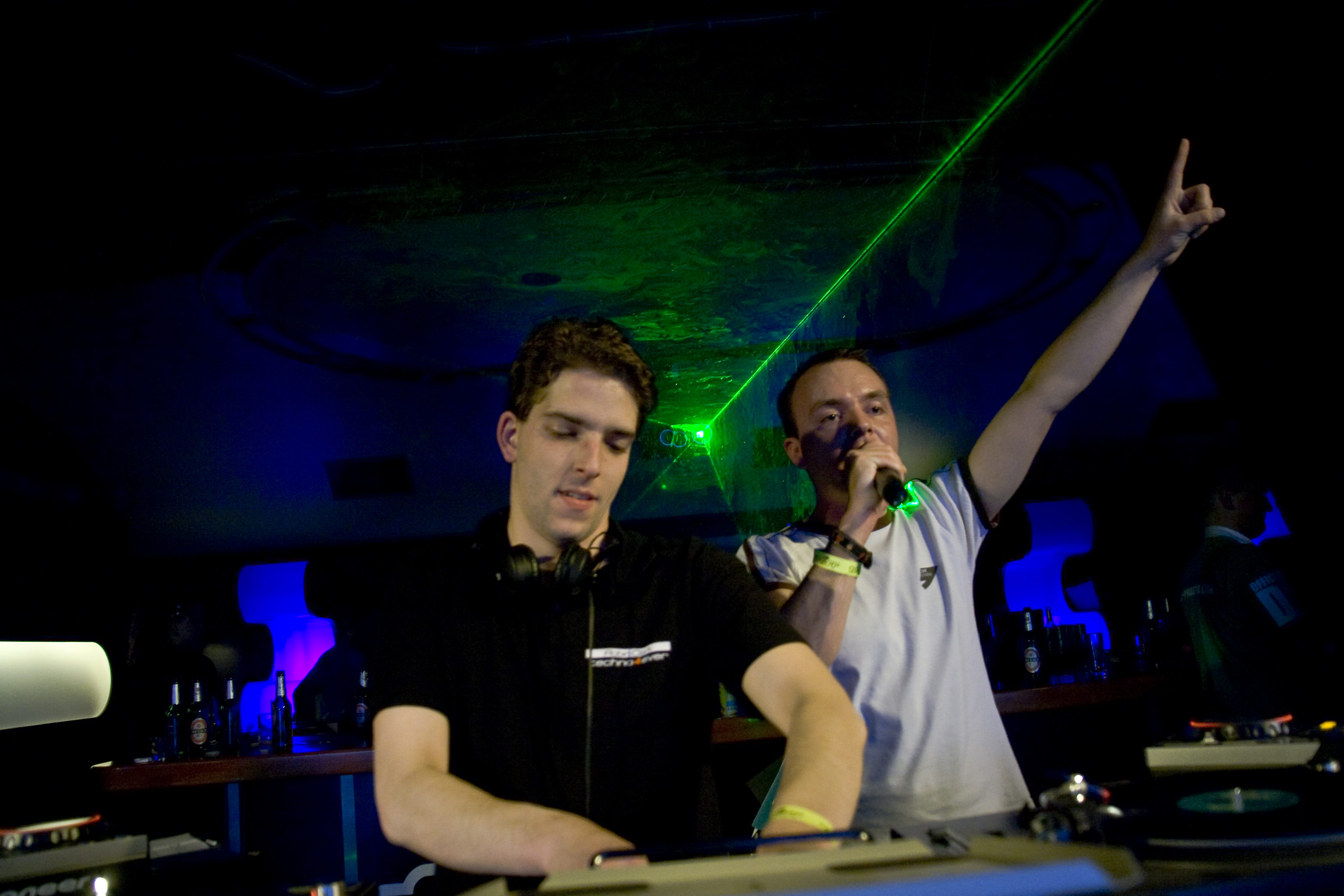
Robin Clark na rave de aniversário da Techno4ever.net em 2008.

- 2006 Robin Clark - No One Knows (The Phuture)
- 2007 Robin Clark - F.T.T.O.
- 2010 Robin Clark - Next Level EP
- 2010 Robin Clark - Level 2 EP
- 2010 Robin Clark & Sam Punk - I Like / Freeway
- 2010 Robin Clark & Sam Punk - Save Us / CYB
- 2010 Robin Clark - 2 Da Klub

### Remixes
- 2005 The Lyricalteaser - 2 Hardcore Eyes (Robin Clarks Hardclub Remix)
- 2005 Wheels Of Steel - Chemical Overdose (Robin Clark Remix)
- 2005 Sonic Ti - In My Head (Robin Clark Remix)
- 2006 Sam Punk - Drugstore Cowboy (Robin Clark Remix)
- 2006 Sam Punk - L.S.D. Jesus / El Commandante - El Commandante (Robin Clark Remix)
- 2007 D-Style - Gone (Robin Clark Rmx)
- 2007 Sam Punk And Weichei Pres. Kanakk Attakk - Marijuana (Robin Clarkz Jump Mix)
- 2007 Stylez Meets Tonteufel - Third Strike (Robin Clarkz Bazz Mix)
- 2007 Bazzpitchers - We Are One (Robin Clark Rmx)
- 2008 Doom Jay Chrizz - Lost In Space (Robin Clark Rmx)
- 2009 RobKay & Snooky - Carry On (Wayward Son) (Robin Clark Remix)
- 2010 Sam Punk pres. Ricardo DJ - Badboy  (Robin Clark Remix)
- 2010 Sam Punk pres. Ricardo DJ - Wanna Be On XTC (Robin Clark Remix)
- 2010 Sam Punk pres. The Instructor - Set Me Free (Robin Clark Remix)
- 2010 Sam Punk - Ketamine (Robin Clark Remix)